# Camões (cràter)
Camões és un cràter d'impacte en el planeta Mercuri de 70 km de diàmetre. Porta el nom de l'escriptor portuguès Luís de Camões (c. 1524-1580), i el seu nom va ser aprovat per la Unió Astronòmica Internacional el 1976.